# Mytteri Ombord!
Mytteri Ombord! er en amerikansk stumfilm fra 1923 af Irvin Willat.

## Medvirkende
- Malcolm McGregor som Joel Shore
- Billie Dove som Priscilla Holt
- Lon Chaney som Mark Shore
- William Orlamond som Aaron Burnham
- Robert McKim som Finch
- Bob Kortman som Vorde
- Otto Brower som Morrell